# Château de Bothal
Le château de Bothal est un château et une demeure seigneuriale dans le village du même nom près de la rivière Wansbeck, entre Morpeth et Ashington dans le comté anglais de Northumberland. Botl est le mot de vieil anglais pour une habitation. Bothal pourrait faire référence à une habitation ou à un manoir particulier. Il est fortifié avant la conquête normande, et plusieurs fois rénové et remanié. C'est un monument ancien classé et un bâtiment classé Grade I.

## Histoire
En 1095, Bothal est donné par le roi Guillaume le Roux à Guy Ier de Balliol, dont la fille Alice épouse Guillaume Bertram, baron de Mitford, qui construit probablement une maison-halle. Plusieurs générations plus tard, en 1343, Sir Robert Bertram reçoit l'autorisation de transformer son manoir en château, comprenant une impressionnante guérite. La tour de la porte et les fragments de courtine sont médiévaux, dont une bonne partie subsiste encore à ce jour. Par le mariage de Hellen, la fille de Bertram, avec Sir Robert Ogle (dc1363), le domaine passe à la famille Ogle au XIVe siècle.
En août 1583, Cuthbert Ogle, 7e baron Ogle, négocie un mariage entre sa fille Jane et Edward Talbot, fils de George Talbot, 6e comte de Shrewsbury. Les agents de Shrewsbury visitent Bothal et décrivent la maison comme «un château battu, et pas sans rappeler le Haddon Hall où habite maître John Manners».
En 1591, le domaine passe à la famille Cavendish-Bentinck (ducs de Portland), par le mariage de Catherine, comtesse d'Ogle avec Charles Cavendish de Welbeck. Le roi Jacques Ier y est le 5 mai 1617 alors qu'il se rend en Écosse et y reste deux nuits.
La restauration est effectuée au XIXe siècle. Le bâtiment est utilisé comme résidence privée de la famille Cavendish-Bentinck et abrite également le Welbeck Estate Office. Le château est en excellent état et n'est pas accessible au public.